# Людиковское наречие

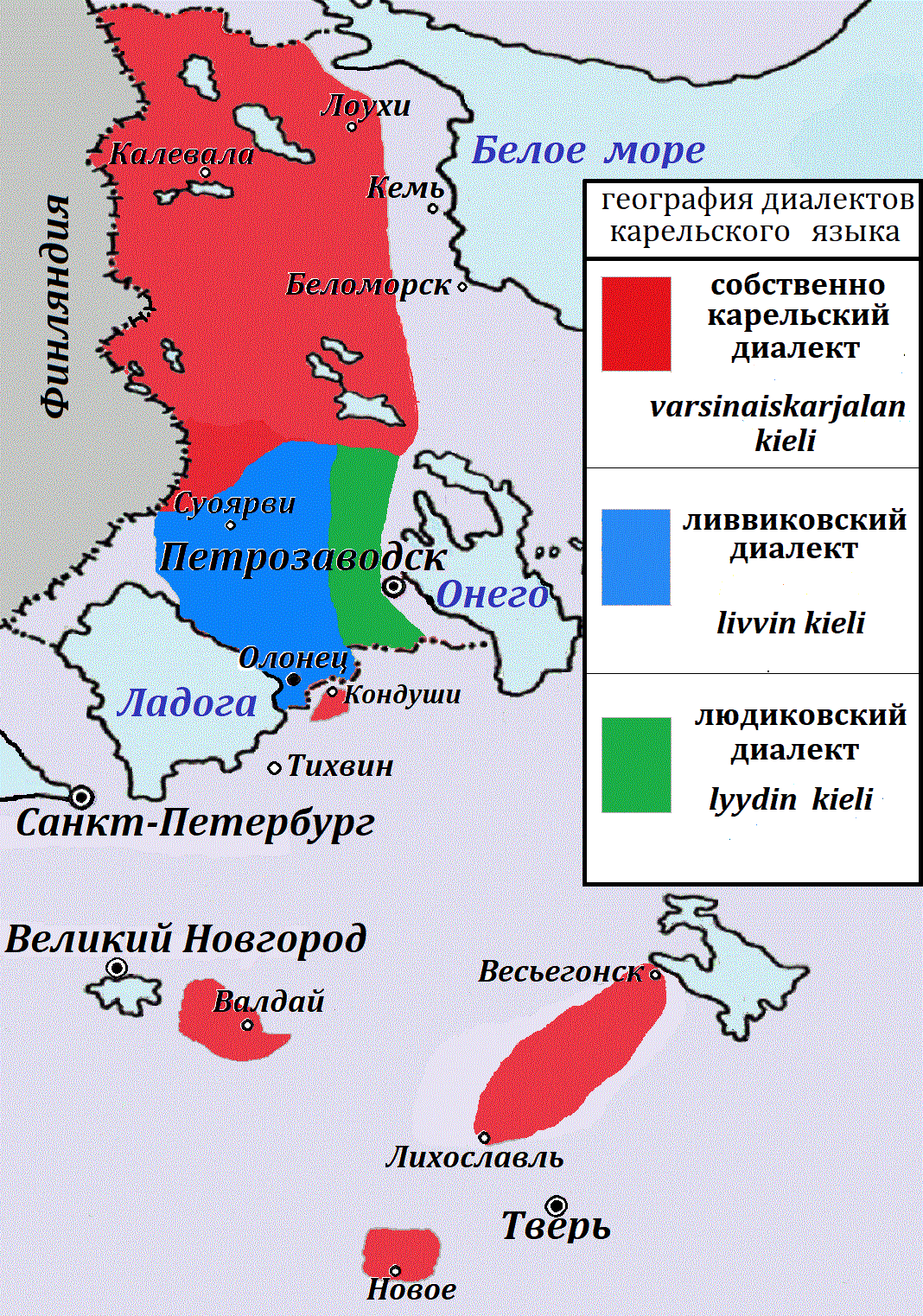
Территориальное распределение диалектов карельского языка

Лю́диковское наре́чие (lüüdin kiel', l’üüd’ikiel) — одно из трёх основных наречий карельского языка или, согласно некоторым классификациям, самостоятельный язык прибалтийско-финской подгруппы. Распространено среди субэтнической группы людиков. Число говорящих — около 3 тысяч человек, проживающих в основном в Прионежской Карелии.
Происхождение языка до настоящего времени достоверно не определено, господствующей остается гипотеза, что он сформировался на базе средневекового собственно карельского языка под значительным влиянием вепсского языка.
Оно относится к прибалтийско-финской ветви финно-угорской группе языков и классифицируется как агглютинативный язык. В наречии присутствует значительное количество заимствований из архаичного вепсского языка.
С апреля 2008 года ежемесячно издаётся газета «Lyydilaine» на людиковском наречии и русском языке.

## Письменность
Достоверных сведений о возникновении письменности у людиков не имеется, в XIX веке она уже существовала на основе кириллицы, в 1930-х годах была введена письменность на основе латиницы.
В 2007 году Правительством Республики Карелия был утверждён новый алфавит карельского языка, единый для всех диалектов (с изменениями от 29.05.2014).
| A a | B b | C c | Č č | D d | E e | F f | G g | H h | I i |
| J j | K k | L l | M m | N n | O o | P p | R r | S s | Š š |
| Z z | Ž ž | T t | U u | V v | Y y | Ä ä | Ö ö | ʼ   |     |

## Диалектология
В составе людиковского языка выделяются следующие диалекты:
- кондопожский диалект;
- пряжинский диалект;
- михайловский (кууярвский) диалект.

В российской лингвистике людиковское наречие принято считать диалектом карельского языка, в то время как часть финских лингвистов считают его самостоятельным языком. В выпущенном ЮНЕСКО «Атласе языков мира, находящихся под угрозой исчезновения» (англ. Atlas of the World’s Languages in Danger), людиковский язык также классифицируется как самостоятельный.